# 駅南町 (小山市)
駅南町（えきみなみちょう）は栃木県小山市の地名。現行行政町名で駅南町一丁目から駅南町六丁目まで設定されている。住居表示実施済み区域。

## 地理
小山市の中央部、JR小山駅の南東に位置し、北部には西から順番に一丁目・三丁目・五丁目、南部に西から順番に二丁目・四丁目・六丁目が並んで設定されている。東は大字小山、南は西城南二丁目・三丁目・東城南一・二丁目、西は三峯二丁目・神山二丁目、北は三峯二丁目・駅東通り一丁目と接する。旧地名は主に祝町・旭町である。
周辺は1966年（昭和41年）から1976年（昭和51年）にかけて市による土地区画整理で開発された新興住宅地である。南端部には国道50号が通過しており、国道沿いにロードサイド店が発達している。1973年（昭和48年）町名成立時点では国道沿い以外には畑の残る区域もあったが、2014年時点ではほぼ全域が住宅と商業施設で占める。

## 歴史

### 沿革
- 1973年（昭和48年） - 住居表示実施により小山市大字小山の一部から駅南町一-六丁目が成立。[5]。

## 世帯数と人口
2017年（平成29年）8月31日現在の世帯数と人口は以下の通りである。
| 丁目        | 世帯数    | 人口    |
| ----------- | --------- | ------- |
| 駅南町1丁目 | 457世帯   | 968人   |
| 駅南町2丁目 | 290世帯   | 679人   |
| 駅南町3丁目 | 543世帯   | 1,263人 |
| 駅南町4丁目 | 452世帯   | 851人   |
| 駅南町5丁目 | 379世帯   | 785人   |
| 駅南町6丁目 | 438世帯   | 946人   |
| 計          | 2,559世帯 | 5,492人 |

## 交通

### 鉄道
駅南町の北側をJR水戸線が通過している。小山駅が最寄駅となる。

### 道路
駅南町二・四・六丁目の南に国道50号が東西に通過し、駅南町一・二丁目と三・四丁目の間に栃木県道339号小山下野線が通過する。この2つの路線が「駅南4丁目」交差点で交差する。

### 路線バス
県道小山下野線および周辺の市道をおーバス小山駅東口循環線が通過し、JR小山駅東口方面と市営塚崎住宅方面を連絡する。停留所は「祝町公園前」「あさひ公園南」「駅南4丁目」など複数設置されている。

## 施設
- 祝町公園（駅南町一丁目）
- 駅南児童センター（駅南町二丁目）
- 高辻第1公園（駅南町二丁目）
- 高辻第2公園（駅南町四丁目）
- あさひ保育園（駅南町四丁目）
- 小山市立旭小学校（駅南町五丁目）
- あさひ公園（駅南町五丁目）
- 森子塚児童公園（駅南町六丁目）